# وحدة تكرار
وحدة التكرار عبارة عن وحدة بنائية في بنية بوليمير يؤدي تكرارها، باستثناء طرف السلسلة، إلى تشكل سلسلة البوليمير الطويلة. مثل حبات اللؤلؤ في العقد. تدعى الوحدة البنائية مير mer من الكلمة الإغريقية meros بمعنى قسم أو جزء ومنها أتى لفظ بوليمير، والذي يعني متعدد الوحدات.
يجب التمييز بين وحدة التكرار والمونومر، حيث ان الأخير يشير إلى الوحدة البنائية للبوليمير كجزيء. تؤدي بلمرة المونوميرات إلى تشكل وحدات تكرار تعد أساساً للحصول على السلاسل البوليميرية.

## أمثلة

وحدة التكرار في متعدد الإيثيلين

الإيثيلين، المونومير في متعدد الإيثيلين

في متعدد كلوريد الفينيل تعد الوحدة البنائية -[CH2-CHCl]- وحدة التكرار في هذا البوليمير. في هذا المثال فإن عدد الذرات في وحدة التكرار مماثل لعدد الذرات في المونومير وهو كلوريد الفينيل. عندما يتشكل البوليمير فإن الرابطة المضاعفة C=C تفتح وتتشكل رابطة أحادية بسيطة C-C في وحدة التكرار في البوليمير مما يربطها مع وحدات التكرار المجاورة.
في متعدد الإيثيلين -CH2-CH2-]n]- فإن وحدة التكرار هي -[CH2-CH2]- والمونومير هو الإيثيلين (CH2=CH2).